# Heinrich Theodor Sölling

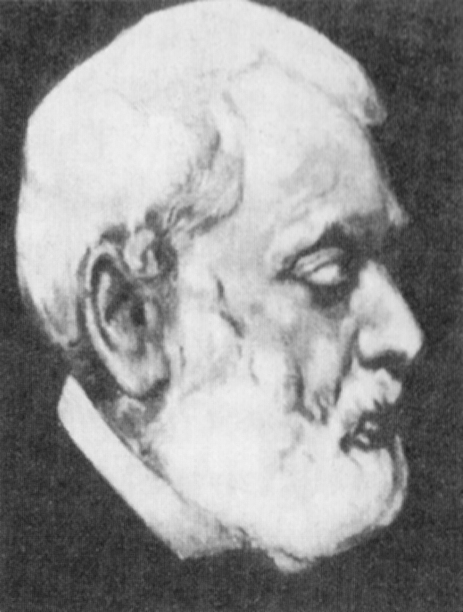
Heinrich Theodor Sölling

Heinrich Theodor Sölling (* 1. September 1802 in Essen; † 12. April 1886 ebenda) war ein deutscher Kaufmann, Stadtverordneter der Stadt Essen, Handelskammerpräsident sowie Mitbegründer und Vorstandsvorsitzender der Sparkasse Essen.

## Leben und Wirken
Heinrich Theodor Sölling entstammte einer alteingesessenen Kaufmannsfamilie. Nach Schulausbildung übte er eine kaufmännische Tätigkeit aus und wurde Mitinhaber der Essener Firma Arnold Theodor Sölling & Co. sowie der gleichnamigen Spedition in Rotterdam.
Von 1840 bis 1848 war Sölling Stadtverordneter der Stadt Essen. 1841 war er Mitbegründer der Sparkasse Essen, und folglich vom 21. Januar 1841 bis zum 31. Dezember 1847 ihr erster Rendant. Daraus folgte die Mitgliedschaft im Sparkassenvorstand von 1848 bis 1866, wobei er selbst von 1851 bis 1866 Vorstandsvorsitzender war.
1841 wurde Sölling zudem zum stellvertretenden Mitglied der Essener Handelskammer, deren Präsident er in den Jahren 1844 bis 1847 war.
In der Eigenschaft als Erster Beigeordneter (unbesoldet) der Stadt Essen, von 1853 bis 1865, führte er in der Zeit vom 1. Oktober 1858 bis zum 27. April 1859 kommissarisch die städtischen Amtsgeschäfte. Grund war, dass der Bürgermeister Johann Heinrich Horstmann aus persönlichen Gründen frühzeitig zurückgetreten war, und sein gewählter, erst 26 Jahre alter Nachfolger Ernst Heinrich Lindemann am 28. April 1859 sein Amt antrat.
Außerdem repräsentierte Sölling die evangelische Kirchengemeinde und war deren langjähriger Presbyter.
Heinrich Theodor Sölling wurde zunächst auf dem Friedhof am Kettwiger Tor beigesetzt. Nach dessen Schließung 1955 wurde das Grab auf den Ostfriedhof Essen verlegt.